# Luciagletsjer
De Luciagletsjer is een gletsjer in Nationaal park Noordoost-Groenland in het oosten van Groenland. 

## Geografie
De gletsjer is gelegen in het zuiden van Andréeland. De gletsjer mondt via een smeltwaterriviertje in het zuidoosten uit in het Keizer Frans Jozeffjord. Ze is noordwest-zuidoost georiënteerd en heeft een lengte van meer dan 16 kilometer.
Op ongeveer vier kilometer ten noordoosten van de gletsjer ligt de Blåbærgletsjer.